# Oospila semialbaria
Oospila semialbaria là một loài bướm đêm trong họ Geometridae.